# Krummerne - Det er svært at være 11 år
 Der er for få eller ingen kildehenvisninger i denne artikel, hvilket er et problem. Du kan hjælpe ved at angive troværdige kilder til de påstande, som fremføres i artiklen.

Krummerne - Det er svært at være 11 år er en dansk familiefilm fra 2021 i filmserien om Krummerne, instrueret af Michael Asmussen.
Filmen havde dansk premiere den 16. december 2021. 

## Medvirkende
- Noah Storm Otto - Mads 'Krumme' Krumborg
- Esben Dalgaard - Jens Krumborg
- Iben Dorner - Krummemor
- Herman Hakesberg - Grunk
- Ditte Hansen - Tina - skurk
- Dejan Čukić -	Jeff - skurk
- Jacob Haugaard - Svendsen - vicevært
- Maya Gonzalez - Stine
- Susanne Heinrich - Fru Olsen
- Jesper Ole Feit Andersen - Lærer Jansen
- Marco Simphiwe Winther Almind	- Tom
- Asta R. Matthiasen - Yrsa
- Julius Stage Melchiorsen - Hans
- Steen Schytte - Politibetjent
- Julie R. Ølgaard - Politikvinde Sofie
- Sami Darr	- Politimand Søren
- Kristian Halken - Bent
- Victor Lander	- Holger
- Niels Olsen - Russeren
- Max Hansen Jr. - Gut
- Ejnar Brund Gensø - Gut
- Søren Steen -	Orla
- Zeev Sevik Perl - Ivan